# Ronde de la Giraglia

La Ronde de la Giraglia est une épreuve de rallye française se déroulant sur asphalte annuellement  en Haute-Corse dans le Cap Corse (l'îlot de la Giraglia étant à son extrême pointe) et le Nebbio (microrégion de Saint-Florent/Bastia), organisée par l'Association sportive automobile bastiaise (ASA-bastiaise, ou ASAB, à la tête également un temps de la Squadra Giraglia Bastia). Elle compte pour le Championnat de Corse des Rallyes organisé par la ligue Corse du sport Automobile, ainsi que pour la Finale de la Coupe de France des Rallyes amateurs.

## Historique
La première édition a lieu le 5 avril 1970.
Rallye éprouvant avec des épreuves spéciales de jour comme de nuit, la Ronde de la Giraglia a lieu traditionnellement entre la fin-février et la mi-mars. Lors de son appartenance au calendrier du championnat de France de première division (entre 1972 et 1979), elle était la première manche (plus rarement la seconde) proposée aux compétiteurs.
Elle a été retenue en championnat d'Europe des rallyes en 1975, et a été intégrée au programme de la Coupe de France des rallyes de 1re division à partir de 2004.
Le Norvégien Andreas Mikkelsen (double vainqueur de l'Intercontinental Rally Challenge) est le seul étranger à s'y être imposé (en préparation au Tour de Corse 2011 proposé à la mi-mai par l'IRC, épreuve qu'il termina 6e).
Jean-Pierre Manzagol l'a remportée à quinze reprises, ainsi qu'en version « Historic » en 2011. Le champion d'Europe des rallyes Yves Loubet et José Andréani organisent celle-ci depuis 2008, année de la 1re édition remportée par Jean-Claude Andruet.
Les prix sont remis place Saint-Nicolas, à Bastia.
(Note : la Giraglia est également une course au large pour voiliers, qui ne doit pas être confondue. En 1972, 1974, 1975, 1976, 1977, 1978, et 1979, deux épreuves du championnat de France des rallyes ont lieu en Corse, sur respectivement 12, 13, 14, 22, 17, 17, et 16 courses inscrites au calendrier. Andruet réalise le doublet en 1974. Toutes deux sortent du calendrier simultanément en 1980.)

## Palmarès
| Année                                                                                                   | Pilote                    | Copilote              | Voiture                |
| --- | ------------------------- | --------------------- | ---------------------- |
| 2000 | Francis Mariani           | Dominique Savignoni   | Subaru Impreza WRC S5  |
| 2001 | Jean-Jacques Padovani*    | Guy Voillemier        | Renault Mégane Maxi    |
| 2002 | Jean-Jacques Padovani*    | Guy Voillemier        | Renault Mégane Maxi    |
| 2003 | Jean-Pierre Manzagol      | Nathalie Orsucci      | Peugeot 306 Maxi       |
| 2004 | Jean-Pierre Manzagol      | Nathalie Orsucci      | Peugeot 306 Maxi       |
| 2005 | Jean-Marc Manzagol        | Sabrina de Castelli   | Renault Mégane Maxi    |
| 2006 | Jean-Jacques Padovani*    | Étienne Patrone       | Peugeot 206 WRC        |
| 2007 | Pascal Trojani            | Olivier Verduri       | Peugeot 307 WRC        |
| 2008 | Pascal Trojani            | Olivier Verduri       | Peugeot 307 WRC        |
| 2009 | Pascal Trojani            | Tony Aguzzi           | Peugeot 307 WRC        |
| 2010 | Jean-Jacques Padovani*    | Éric Fourmy           | Citroën Xsara WRC      |
| 2011 | Andreas Mikkelsen         | Ola Fløene            | Škoda Fabia S2000      |
| 2012 | Pascal Trojani            | Olivier Verduri       | Peugeot 307 WRC        |
| 2013 | Pascal Trojani            | Jean-Noël Vesperini   | Peugeot 307 WRC        |
| 2014 | Pascal Trojani            | Olivier Verduri       | Citroën C4 WRC         |
| 2015**                                                                                                  | Jean-François Succi       | Olivier Vitrani       | Peugeot 307 WRC        |
| 2016**                                                                                                  | François-Frédéric Navarra | Marc Barra            | Ford Fiesta R5         |
| 2017**                                                                                                  | Pascal Trojani            | Jean-Noël Vesperini   | Citroën DS3 WRC        |
| 2018**                                                                                                  | Pascal Trojani            | Jean-Noël Vesperini   | Citroën DS3 WRC        |
| 2019**                                                                                                  | Jean-Matthieu Leandri     | Fabrice Gordon        | Škoda Fabia R5         |
| 2020**                                                                                                  | Jean-Marc Manzagol        | Étienne Patrone       | Volkswagen Polo GTI R5 |
| 2021**                                                                                                  | Hugo Micheli              | Mickaël Camilli       | Škoda Fabia Rally2 evo |
| 2022**                                                                                                  | Jean-Marc Manzagol        | Étienne Patrone       | Volkswagen Polo GTI R5 |
| 2023**                                                                                                  | Hugo Micheli              | Raffaelli Yoann       | Volkswagen Polo GTI R5 |
| 2024**                                                                                                  | Guillaume Santini         | Jérome Camilli        | Skoda Fabia Rally2 Evo |
| 2025**                                                                                                  | Léo Rossel                | Jean-François Mancini | Citroën C3 Rally2 (en) |
| * : Nom de pilote avec un homonyme, né en 1940 et ayant été maire de la commune de San Martino di Lota. |                           |                       |                        |
| ** : Championnat de France des rallyes 2e division.                                                     |                           |                       |                        |

## Victoires
| Nombre de victoires par pilote |                           |
| 15×                            | Manzagol Jean-Pierre      |
| 8×                             | Trojani Pascal            |
| 4×                             | Padovani Jean-Jacques     |
| 3×                             | Manzagol Jean-Marc        |
| 3×                             | Mariani Francis           |
| 2×                             | Darniche Bernard          |
| 2x                             | Micheli Hugo              |
| 2×                             | Valliccioni Marc          |
| 1×                             | Andruet Jean-Claude       |
| 1×                             | Balesi Claude             |
| 1×                             | Bartoli Camille           |
| 1×                             | Béguin Bernard            |
| 1×                             | Bouscary Bruno            |
| 1×                             | Fréquelin Guy             |
| 1×                             | Henry Jacques             |
| 1×                             | Leandri Jean-Matthieu     |
| 1×                             | Massarotto Marco          |
| 1×                             | Mikkelsen Andreas         |
| 1×                             | Navarra François-Frédéric |
| 1×                             | Paoli Eugène              |
| 1×                             | Rognoni Daniel            |
| 1x                             | Rossel Léo                |
| 1×                             | Succi Jean-François       |
| 1x                             | Santini Guillaume         |

| Nombre de victoires par copilote |                        |
| 6x                               | Monti Georges          |
| 4x                               | Verduri Olivier        |
| 3x                               | Patrone Etienne        |
| 3x                               | Vespérini Jean-Noël    |
| 2x                               | Angelini Jean-Louis    |
| 2x                               | Filippi Jean-François  |
| 2x                               | Hochet Christophe      |
| 2x                               | Mahé Alain             |
| 2x                               | Orsucci Nathalie       |
| 2x                               | Savignoni Dominique    |
| 2x                               | Voillemier Guy         |
| 1x                               | Aguzzi Tony            |
| 1x                               | Barra Marc             |
| 1x                               | Bernardini Christine   |
| 1x                               | "Biche"                |
| 1x                               | Camilli Jérome         |
| 1x                               | Camilli Mickaël        |
| 1x                               | Chiesa Daniel          |
| 1x                               | Cirindini Jean-Paul    |
| 1x                               | De Castelli Sabrina    |
| 1x                               | Delaval Jacques        |
| 1x                               | Fløene Ola             |
| 1x                               | Fourmy Eric            |
| 1x                               | Gélin Maurice          |
| 1x                               | Gilot Christophe       |
| 1x                               | Giusti Laurent         |
| 1x                               | Gordon Fabrice         |
| 1x                               | Guérin Pierre-Bernard  |
| 1x                               | Lenne Jean-Jacques     |
| 1x                               | Mancini Jean-François  |
| 1x                               | Poettoz Martine        |
| 1x                               | Poletti Gilbert        |
| 1x                               | Raffaelli Yoann        |
| 1x                               | Salvarelli Jean-Pierre |
| 1x                               | Thimonier Gilles       |
| 1x                               | Vitrani Olivier        |

On peut noter la victoire de 24 pilotes différents, et de 36 copilotes différents.
Chez les pilotes, le record de victoire est détenu par Jean-Pierre Manzagol (15 victoires). Chez les copilotes, le record de victoires est détenu par Georges Monti (6 victoires).

## Podiums
| Nombre de podiums par pilote |                           |
| 24x                          | Manzagol Jean-Pierre      |
| 11x                          | Trojani Pascal            |
| 9x                           | Benazzi Pierre            |
| 9x                           | Padovani Jean-Jacques     |
| 7x                           | Manzagol Jean-Marc        |
| 5x                           | Alerini Paul              |
| 5x                           | Cordoliani Ange-Pierre    |
| 5x                           | Mariani Francis           |
| 5x                           | Valliccioni Marc          |
| 3x                           | Bartoli Camille           |
| 3x                           | Darniche Bernard          |
| 3x                           | Leandri François          |
| 3x                           | Micheli Hugo              |
| 3x                           | Micheli José              |
| 3x                           | Santini Jean-François     |
| 3x                           | Soriano Jean-Marie        |
| 3x                           | Zuccarelli Charles        |
| 2x                           | Andruet Jean-Claude       |
| 2x                           | Bianco Dominique          |
| 2x                           | Henry Jacques             |
| 2x                           | Navarra François-Frédéric |
| 2x                           | Paoletti Jean-Jacques     |
| 2x                           | Rognoni Daniel            |
| 1x                           | Rossel Léo                |
| 1x                           | Santini Guillaume         |

| Nombre de podiums par copilote |                        |
| 9x                             | Benazzi Vincent        |
| 9x                             | Monti Georges          |
| 8x                             | Verduri Olivier        |
| 6x                             | Patrone Etienne        |
| 5x                             | Voillemier Guy         |
| 4x                             | Esposito Jean-Michel   |
| 4x                             | Filippi Jean-Francois  |
| 4x                             | Vesperini Jean-Noel    |
| 3x                             | Bonifet Pierre-Antoine |
| 3x                             | Damiani Elodie         |
| 3x                             | Gordon Fabrice         |
| 3x                             | Guidi Grégory          |
| 3x                             | Hochet Christophe      |
| 3x                             | Mahé Alain             |
| 3x                             | Mancini Jean-François  |
| 3x                             | Orsucci Nathalie       |
| 3x                             | Poletti Gilbert        |
| 3x                             | Savignoni Dominique    |
| 2x                             | Angelini Jean-Louis    |
| 2x                             | Camilli Mickael        |
| 2x                             | Battesti Emmanuelle    |
| 2x                             | Cesarini Marcel        |
| 2x                             | De Castelli Sabrina    |
| 2x                             | "Biche"                |
| 2x                             | Fourmy Eric            |
| 2x                             | Gélin Maurice          |
| 2x                             | Luigi Gilbert          |
| 2x                             | Santucci Claude        |
| 2x                             | Vitrani Olivier        |
| 1x                             | Aguzzi Tony            |
| 1x                             | Alberola P.            |
| 1x                             | Alemany                |
| 1x                             | Anziani Julien         |
| 1x                             | Arnaud Marie-Françoise |
| 1x                             | Barletta Jeannine      |
| 1x                             | Baron                  |
| 1x                             | Camilli Jérome         |

On peut noter que 23 pilotes et 35 copilotes différents sont montés ont moins 1x sur le podium.
Chez les pilotes, le record est de 24 Podiums pour Jean-Pierre Manzagol. Chez les Copilotes, le record est de 9 podiums pour Vincent Benazzi et Georges Monti.